# Distrikt Caicay
Der Distrikt Caicay liegt in der Provinz Paucartambo in der Region Cusco in Südzentral-Peru. Der Distrikt wurde am 21. Juni 1825 gegründet. Er hat eine Fläche von 107 km². Beim Zensus 2017 wurden 2935 Einwohner gezählt. Im Jahr 1993 lag die Einwohnerzahl bei 2398, im Jahr 2007 bei 2521. Sitz der Distriktverwaltung ist die auf einer Höhe von 3110 m gelegene Ortschaft Caicay (alternative Schreibweise: Caycay) mit 354 Einwohnern (Stand 2017). Caicay liegt 33 km südsüdwestlich der Provinzhauptstadt Paucartambo.

## Geographische Lage
Der Distrikt Caicay liegt im Südwesten der Provinz Paucartambo. Der Río Vilcanota (Oberlauf des Río Urubamba) fließt entlang der südwestlichen Distriktgrenze nach Norden. Dessen rechter Nebenfluss Río Huancaymayo durchquert den Nordwesten des Distrikts.
Der Distrikt Caicay grenzt im Westen an die Distrikte Andahuaylillas, Lucre (beide in der Provinz Quispicanchi) und San Salvador (Provinz Calca), im äußersten Norden an den Distrikt Colquepata, im Nordosten an den Distrikt Huancarani, im Südosten an die Distrikte Ccatca und Urcos (beide in der Provinz Quispicanchi).

## Ortschaften
Im Distrikt gibt es neben dem Hauptort folgende größere Ortschaften:
- Champa
- Huasac (291 Einwohner)
- Lloqueta
- Nuevo Collotaro (212 Einwohner)
- Pitucancha (313 Einwohner)
- Pucunto (248 Einwohner)
- Taucarmarca (237 Einwohner)